# Taenaris prodiga
Taenaris prodiga är en fjärilsart som beskrevs av Hans Fruhstorfer 1911. Taenaris prodiga ingår i släktet Taenaris och familjen praktfjärilar. Inga underarter finns listade i Catalogue of Life.